# Поездки на старом автомобиле
«Пое́здки на ста́ром автомоби́ле» — третий и последний художественный фильм режиссёра Петра Фоменко. Снят в 1985 году (премьера в СССР состоялась в июле 1986, мировая премьера — 28 мая 1987).

## Сюжет
Режиссёр народного театра Зоя Павловна (Людмила Максакова) лишается возможности видеть единственного внука. Чтобы восстановить связь с ним, молодая обаятельная бабушка поддаётся ураганному нажиму сверхактивной поклонницы своего сына-полярника и решается поговорить с отцом нового мужа своей бывшей невестки.

## В ролях
- Людмила Максакова — Зоя Павловна, режиссёр народного театра
- Андрей Болтнев — Герман Сергеевич, новый свёкор её бывшей невестки, директор катка и футбольный судья
- Сергей Никитин — Серёжа, актёр народного театра
- Татьяна Никитина — Таня, актриса народного театра
- Елена Караджова — Даша, секретарша большого начальника
- Людмила Аринина — Вера, директор клуба
- Лариса Удовиченко — Лиля, бывшая невестка Зои Павловны и нынешняя сноха Германа Сергеевича
- Лев Перфилов — Михалёв, сосед с собакой
- Вера Бурлакова — женщина, входящая в театр
- Валериан Виноградов — футбольный тренер
- Григорий Гурвич — юрисконсульт
- Елена Дробышева — студентка
- Муза Крепкогорская — суфлёрша
- Виктор Маркин — работник театра
- Пётр Меркурьев — дирижёр
- Сергей Тарамаев — приятель Даши
- Валентина Ушакова — билетёр в клубе
- Пётр Фоменко — Петя, актёр народного театра

## Съёмочная группа
- Сценарий: Эмиль Брагинский
- Режиссёр-постановщик: Пётр Фоменко
- Оператор: Всеволод Симаков
- Композитор: Сергей Никитин
- Тексты песен: Дмитрий Сухарев

## Отзывы и критика
Валерий Кичин о ленте Петра Фоменко («Российская газета», № 4547 от 19 декабря 2007):
«Комедия, поставленная Петром Фоменко, напомнит любимые зрителями картины Эльдара Рязанова уже потому, что сценарий написал Эмиль Брагинский, добрый сказочник с неистребимо светлым мироощущением. Его героиню, режиссёра народного театра Зою Павловну, гнетёт одиночество: сын в Антарктиде, его бывшая жена прячет родного внучонка, не даёт встречаться. Тут и возникнет хитроумный план воссоединения порушенных связей…»